# Mantelet
Pour les articles homonymes, voir Jean Mantelet.

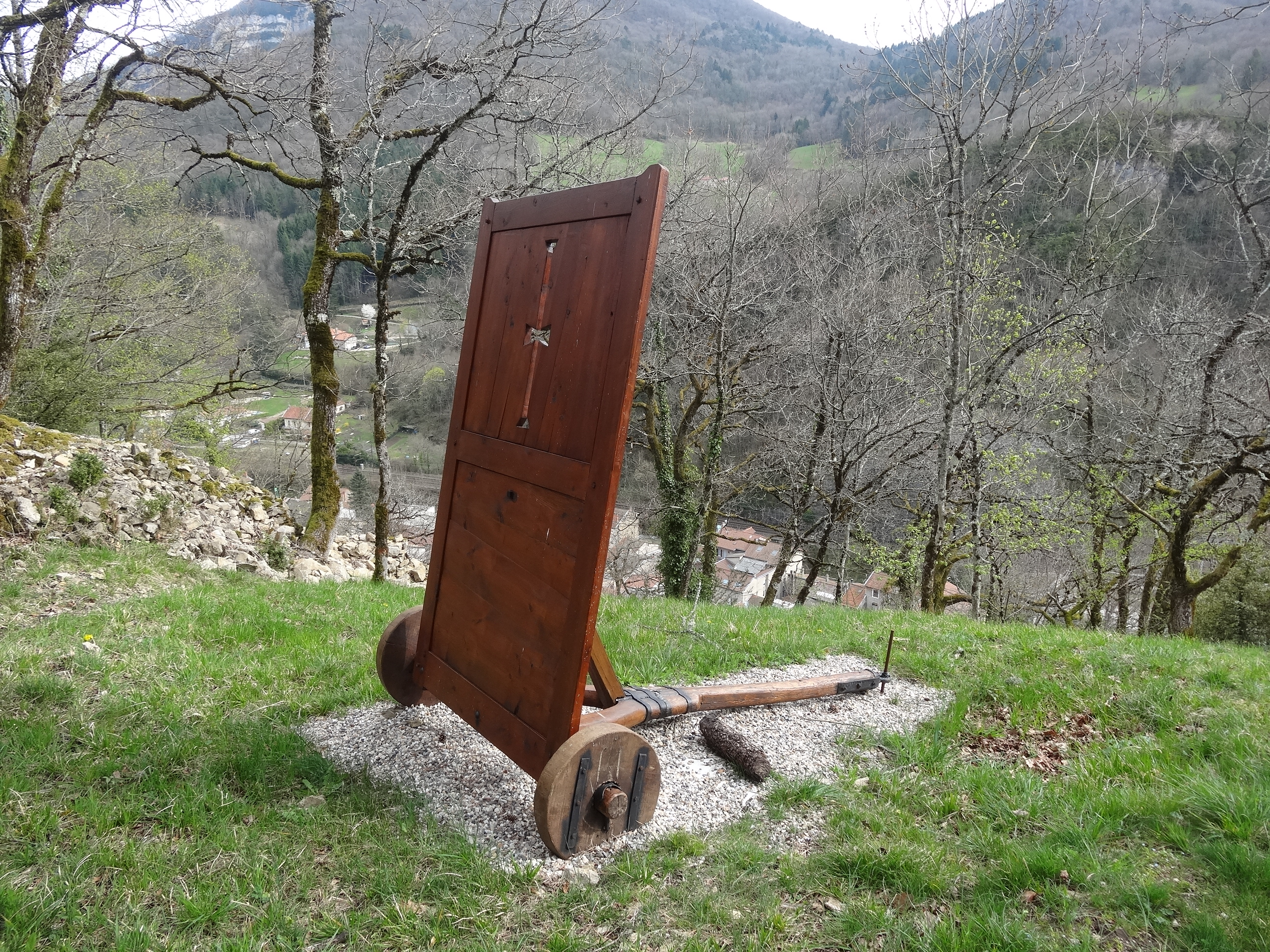
Un mantelet au château de Cornillon dans l'Ain.

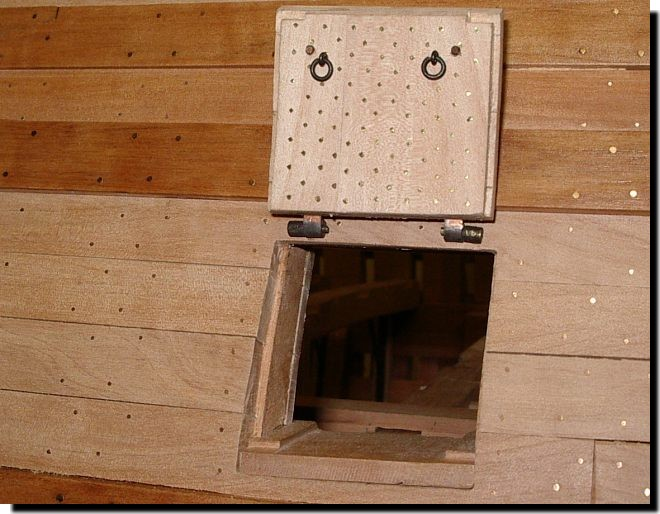
Mantelet de sabord.

Le mantelet est un objet mobile qui protège un soldat en faisant office de bouclier, mais en étant plus grand, plus lourd et plus solide que celui-ci. C'était à l'origine d'une planche de bois (le plus souvent assemblée) évidée comme une archère et rendue mobile par deux roues.
Le mantelet fait partie des outils d'attaque et de défense des places fortes.
Dans la marine à voile, c'est aussi une trappe servant à protéger un sabord ou un hublot.

## Historique

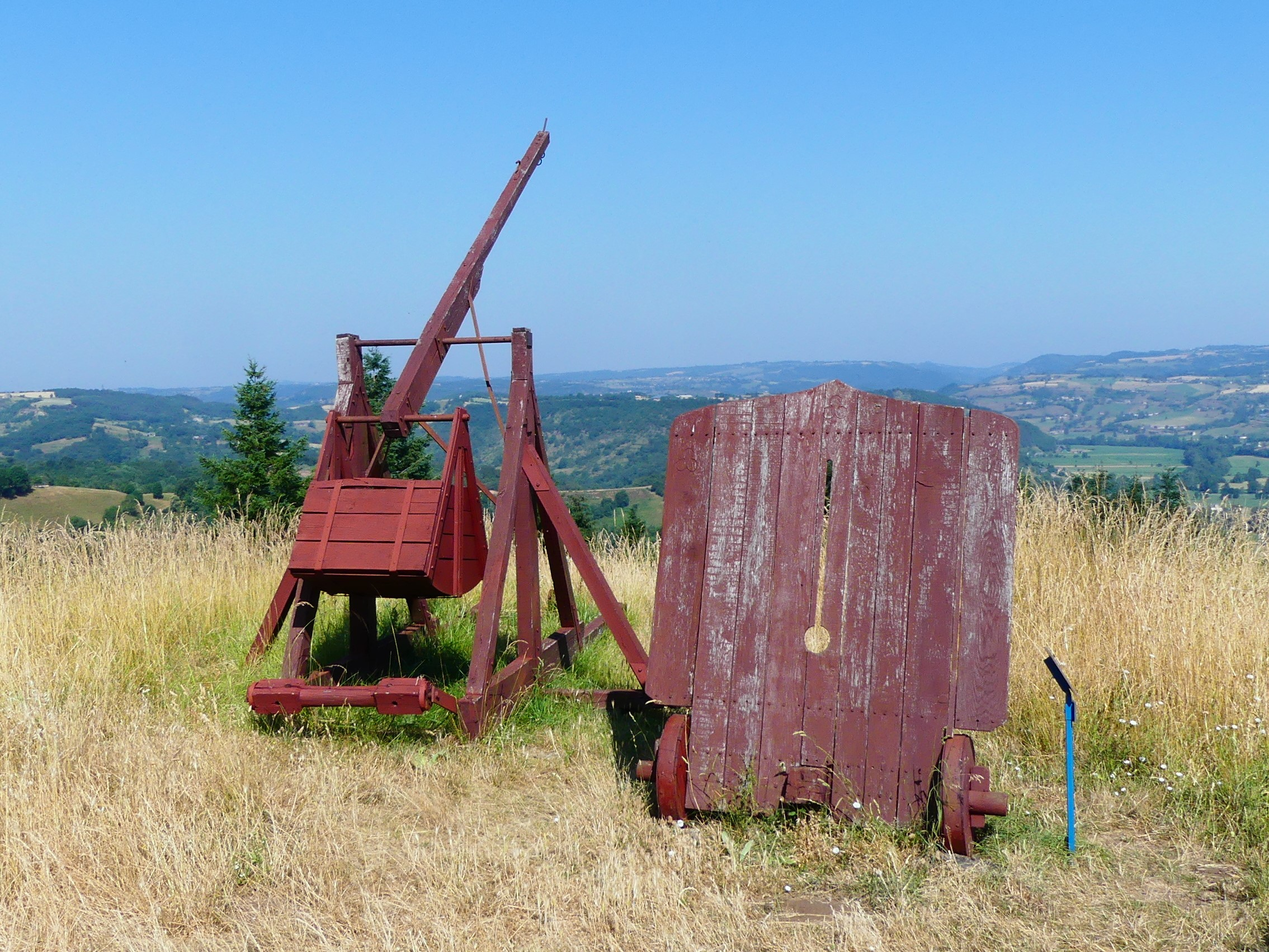
Un mantelet (à droite d'un trébuchet), château de Calmont d'Olt, en Aveyron.

Cet outil permettait aux archers de se rapprocher assez près des fortifications protégées elles-mêmes par les tirs des archers défenseurs.
On appelait aussi mantelet (vinea,ae en latin) les "baraques roulantes" permettant à des soldats d'approcher à couvert des fortifications assiégées (« Castris munitis vineas agere quaeque ad oppugnandum usui erant comparare coepit »).
Jules César lorsqu'il envahit la Gaule et dut faire face à des révoltes des Gaulois, cité dans sa Guerre des Gaules, tome III ;
« Crassus en fit un grand massacre et, sans désemparer, essaya d’attaquer la citadelle des Sotiates. Devant leur vigoureuse résistance, il fit avancer mantelets et tours des chevrons, ainsi que les béliers » [...] qui « étaient recouverts d'une tortue on mantelet ».
Les Romains se sont aussi servi de mantelets pour protéger des archers (sur le littoral à l'ouest de la Gaule ou lors du Siège d'Uxellodunum, à titre d'exemple.
Une forme en est citée à la fin du XVIe siècle (1573) à Genève par l'ambassadeur Michel Roset, forme dont on retrouve la trace, lors de la bataille de l'Escalade, quand le duché de Savoie tenta (en vain) d'envahir la cité de Calvin le 12 décembre 1602 ; il existe en effet une chanson en patois racontant cette fameuse nuit, le "Cé qu'è lainô", dont un couplet fait mention de l'usage d'un mantelet.

## Gravures
Quelques exemples de mantelets :

## Autres significations
Du temps de la marine à voile, on appelle mantelet la pièce de bois qui fermait un sabord. Il pouvait être simple, en forme de carré, se rabattant vers le haut ; ou double, c'est-à-dire deux demi-carrés qui se rabattaient l'un vers le haut, l'autre vers le bas. Il servait à protéger la batterie basse d'un vaisseau de ligne ou celle d'une frégate par gros temps, pour éviter que la mer ne vienne balayer le pont.
On appelle aussi mantelet ou muselet, la capsule de champagne retenue par le ferret sur le bouchon. L'inventeur du procédé est Adolphe Jacquesson (1800- 1876) qui employait le terme de "capsule. Le métal de cette "capsule" pouvait être fait de plusieurs types de métaux: étain, fer, argent... Il a été créé, à l'origine, pour empêcher les rongeurs de s'attaquer au liège des bouchons. Il s'est décoré par la suite et fait l'objet de recherches par les collectionneurs appelés placomusophiles.